# فهرست بزرگترین شرکت‌های بیمه
فهرست بزرگترین شرکت‌های بیمه (انگلیسی: List of largest insurance companies) در فهرست‌های زیر، بزرگترین شرکت‌های بیمه جهان، بر پایه ۲ پارامتر مجموع دارایی و دارایی خالص، رتبه‌بندی شده‌اند.

## بر پایه مجموع دارایی
| رتبه | شرکت                    | کشور                | مجموع دارایی (میلیارد دلار آمریکا) |
| ---- | ----------------------- | ------------------- | ---------------------------------- |
| ۱    | آلیانتس                 | آلمان               | ۱٬۱۹۰٫۱                            |
| ۲    | آکسا                    | فرانسه              | ۹۱۸٫۹                              |
| ۳    | پرودنشال فایننشل        | ایالات متحده آمریکا | ۸۱۵٫۱                              |
| ۴    | نیپون لایف              | ژاپن                | ۷۱۰٫۹                              |
| ۵    | برکشایر هاتاوی          | ایالات متحده آمریکا | ۷۰۷٫۹                              |
| ۶    | مت‌لایف                  | ایالات متحده آمریکا | ۶۸۷٫۵                              |
| ۷    | بیمه پست ژاپن           | ژاپن                | ۶۶۶٫۶                              |
| ۸    | پرودنشال پی‌ال‌سی         | بریتانیا            | ۶۴۶٫۲                              |
| ۹    | لگال اند جنرال          | بریتانیا            | ۶۲۵٫۷                              |
| ۱۰   | پینگ ان                 | چین                 | ۶۲۰٫۴                              |
| ۱۱   | جنرالی                  | ایتالیا             | ۵۹۰٫۵                              |
| ۱۲   | شرکت بیمه عمر چین       | چین                 | ۵۷۹٫۴                              |
| ۱۳   | منیولایف فایننشل        | کانادا              | ۵۵۰٫۳                              |
| ۱۴   | آویوا                   | بریتانیا            | ۵۴۶٫۹                              |
| ۱۵   | جی‌ای کیوساکی            | ژاپن                | ۵۲۹٫۲                              |
| ۱۶   | دای-ایچی لایف           | ژاپن                | ۵۰۴٫۶                              |
| ۱۷   | گروه بین‌المللی آمریکایی | ایالات متحده آمریکا | ۴۹۱٫۸                              |
| ۱۸   | سی‌ان‌پی                  | فرانسه              | ۴۷۵٫۷                              |
| ۱۹   | ایگون                   | هلند                | ۴۴۹٫۷                              |
| ۲۰   | شرکت بیمه عمر هند       | هند                 | ۴۴۹٫۰                              |
| ۲۱   | اموندی                  | فرانسه              | ۴۳۷٫۹                              |
| ۲۲   | گروه بیمه زوریخ         | سوئیس               | ۳۹۵٫۳                              |
| ۲۳   | میجی یاسودا لایف        | ژاپن                | ۳۷۹٫۹                              |
| ۲۴   | سومیتومو لایف           | ژاپن                | ۳۴۱٫۱                              |
| ۲۵   | شرکت بیمه عمر نیویورک   | ایالات متحده آمریکا | ۳۳۹٫۱                              |

## بر پایه دارایی خالص
| رتبه | شرکت                            | کشور                | دارایی خالص (میلیارد دلار آمریکا) |
| ---- | ------------------------------- | ------------------- | --------------------------------- |
| ۱    | یونایتدهلت گروپ                 | ایالات متحده آمریکا | ۱۷۸٫۱                             |
| ۲    | آکسا                            | فرانسه              | ۱۰۳٫۰                             |
| ۳    | پینگ ان                         | چین                 | ۱۰۱٫۸                             |
| ۴    | شرکت بیمه عمر چین               | چین                 | ۹۳٫۴                              |
| ۵    | کایزر پرمننته                   | ایالات متحده آمریکا | ۹۲٫۱                              |
| ۶    | انتم                            | ایالات متحده آمریکا | ۸۵٫۰                              |
| ۷    | آلیانتس                         | آلمان               | ۸۳٫۲                              |
| ۸    | جنرالی                          | ایتالیا             | ۷۲٫۶                              |
| ۹    | استیت فارم                      | ایالات متحده آمریکا | ۷۰٫۸                              |
| ۱۰   | شرکت بیمه خلق چین               | چین                 | ۶۸٫۲                              |
| ۱۱   | برکشایر هاتاوی                  | ایالات متحده آمریکا | ۵۹٫۲                              |
| ۱۲   | سنتین                           | ایالات متحده آمریکا | ۵۷٫۳                              |
| ۱۳   | هیومنا                          | ایالات متحده آمریکا | ۵۴٫۹                              |
| ۱۴   | نیپون لایف                      | ژاپن                | ۵۴٫۳                              |
| ۱۵   | میونیک ره                       | آلمان               | ۵۳٫۵                              |
| ۱۶   | جی‌ای کیوساکی                    | ژاپن                | ۵۰٫۳                              |
| ۱۷   | شرکت بیمه عمر هند               | هند                 | ۴۸٫۷                              |
| ۱۸   | دای-ایچی لایف                   | ژاپن                | ۴۸٫۲                              |
| ۱۹   | چاینا پسیفیک                    | چین                 | ۴۴٫۳                              |
| ۲۰   | سی‌وی‌اس کرمارک                   | ایالات متحده آمریکا | ۴۴٫۰                              |
| ۲۱   | مت‌لایف                          | ایالات متحده آمریکا | ۴۳٫۸                              |
| ۲۲   | پرودنشال پی‌ال‌سی                 | بریتانیا            | ۴۲٫۲                              |
| ۲۳   | گروه بیمه زوریخ                 | سوئیس               | ۴۱٫۲                              |
| ۲۴   | لیبرتی میچوال                   | ایالات متحده آمریکا | ۳۹٫۱                              |
| ۲۵   | Health Care Service Corporation | ایالات متحده آمریکا | ۳۸٫۰                              |